# Teixeirópolis
Teixeirópolis is een gemeente in de Braziliaanse deelstaat Rondônia. De gemeente telt 5.010 inwoners (schatting 2009).
De gemeente grenst aan Ouro Preto do Oeste, Ji-Paraná, Nova União en Urupá.